# Naftalan
Naftalan é uma sahar (cidade autônoma) no Azerbaijão, localizada dentro do rayon de Goranboy, mas não incluída neste. Localiza-se sobre uma planície agrícola perto do Pequeno Cáucaso. A palavra Naftalan também significa um produto de petróleo que pode ser obtido aqui.[carece de fontes?]
É controlada por Artsaque, configurando, pois, território disputado.

## Ligações Externas
- Naftalan no GEOnet Names Server
- World Gazetteer: Azerbaijão – World-Gazetteer.com